# Pomacea

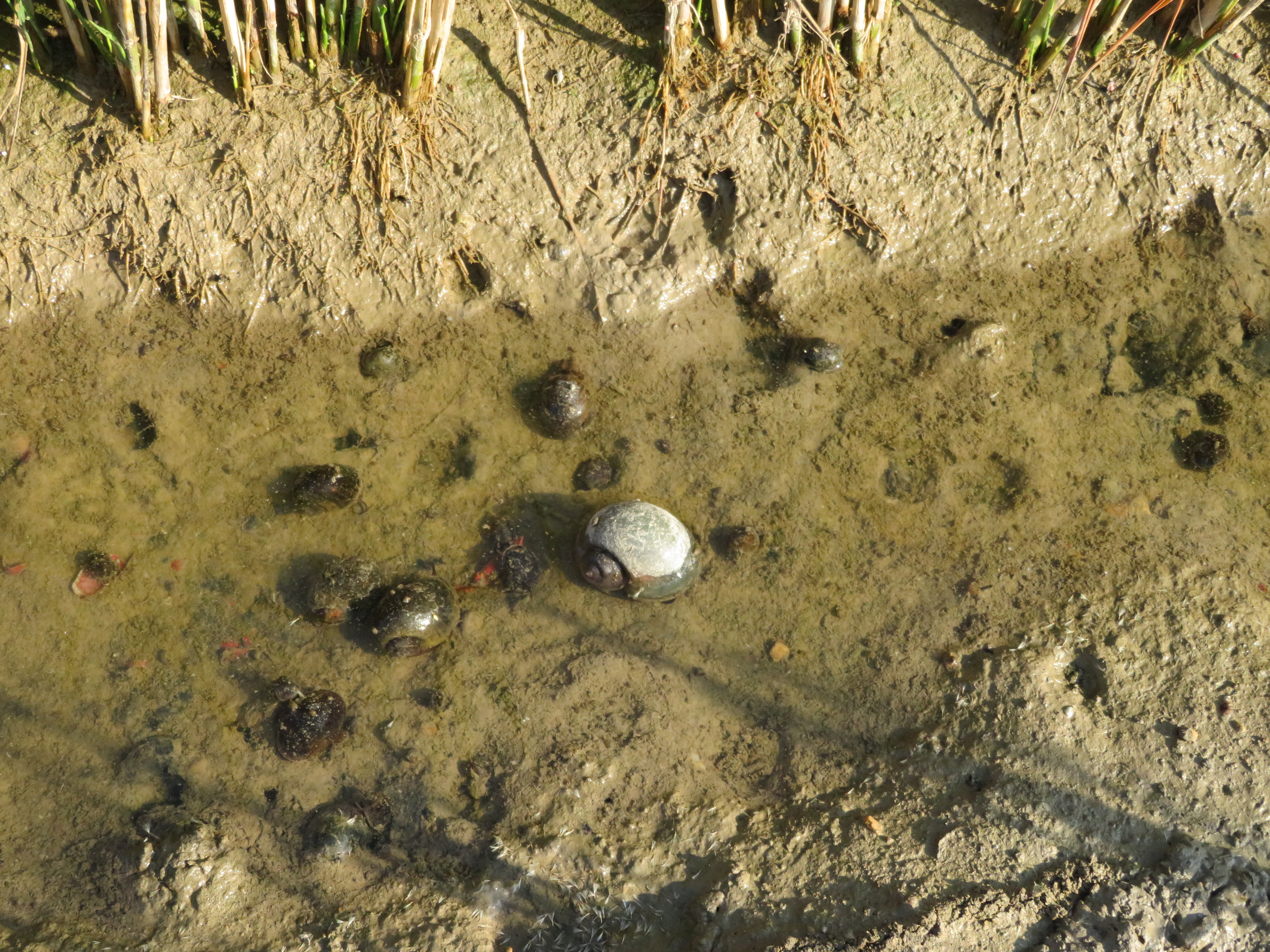
Pomacea insularum (D'Orbigny, 1839)

Pomacea là danh pháp khoa học của một chi ốc nước ngọt có mang và vảy ốc, là động vật thân mềm chân bụng sống dưới nước thuộc họ Ampullariidae.
Một số loài đã từng được du nhập ra ngoài khu vực bản địa của chúng và được coi là loài xâm hại do tính phàm ăn của chúng đối với các loài thực vật trong thảm thực vật thủy sinh và đầm lầy. Vì điều này nên việc nhập khẩu chi này bị hạn chế ở một số khu vực (trong đó có Hoa Kỳ) và bị cấm hoàn toàn ở những khu vực khác (trong đó có EU).

## Các loài
Các loài thuộc chi Pomacea bao gồm:
phân chi Effusa Jousseaume, 1889
- Pomacea baeri (Dautzenberg, 1902)
- Pomacea cumingi (Reeve, 1843)
- Pomacea glauca (Linné, 1758)
- Pomacea quinindensis (K. Miller, 1879)

phân chi Pomacea Perry, 1810
- Pomacea aldersoni (Pain, 1946)
- Pomacea aurostoma (Lea, 1856)
- Pomacea bridgesii (Reeve, 1856)
- Pomacea camena (Pain, 1949)
- Pomacea canaliculata (Lamarck, 1819)
- Pomacea catamarcensis (Sowerby, 1874)
- Pomacea columellaris (Gould, 1848)
- Pomacea cousini (Jousseaume, 1877)
- Pomacea cyclostoma (Spix, 1827)
- Pomacea decussata (Moricand)
- Pomacea diffusa Blume, 1957
- Pomacea doliodes (Reeve, 1856)
- Pomacea eximia (Dunker, 1853)
- Pomacea falconensis Pain & Arias, 1958
- Pomacea flagellata (Say, 1827)
- Pomacea hanleyi (Reeve, 1856)
- Pomacea haustrum (Reeve, 1856)
- Pomacea hollingsworthi (Pain, 1946)
- Pomacea lineata (Spix, 1827)
- Pomacea maculata Perry, 1810; đồng nghĩa: Ampullaria gigas Spix, 1827; Pomacea insularum (D'Orbigny, 1839)
- Pomacea paludosa (Say, 1829)
- Pomacea papyracea (Spix, 1827)
- Pomacea pealiana (Lea, 1838)
- Pomacea poeyana (Pilsbry, 1927)
- Pomacea reyrei (Cousin, 1887)
- Pomacea scalaris (D'Orbigny, 1835)
- Pomacea urceus (Müller, 1774)
- Pomacea vexillum (Reeve, 1856)
- Pomacea zischkai (Blume & Pain, 1952)

## Hình ảnh

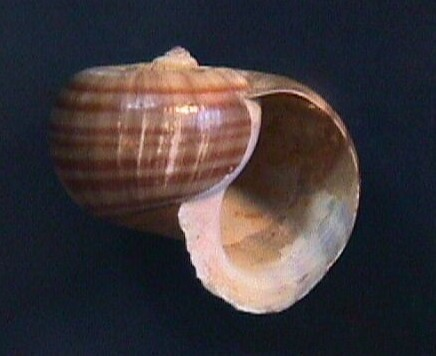
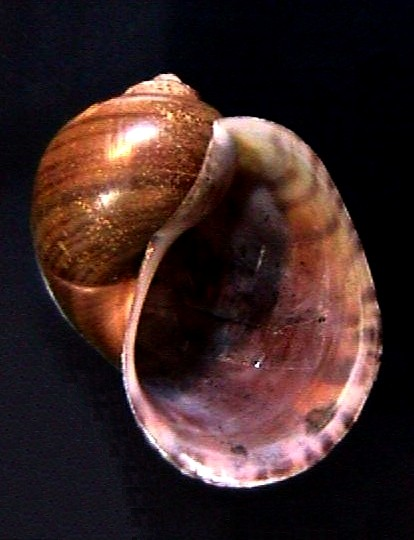
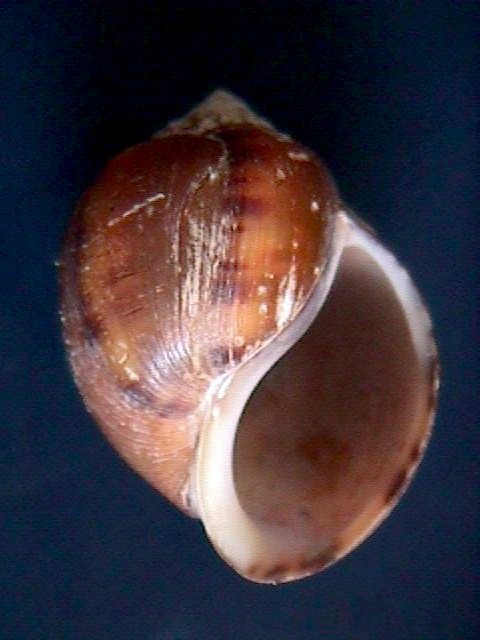
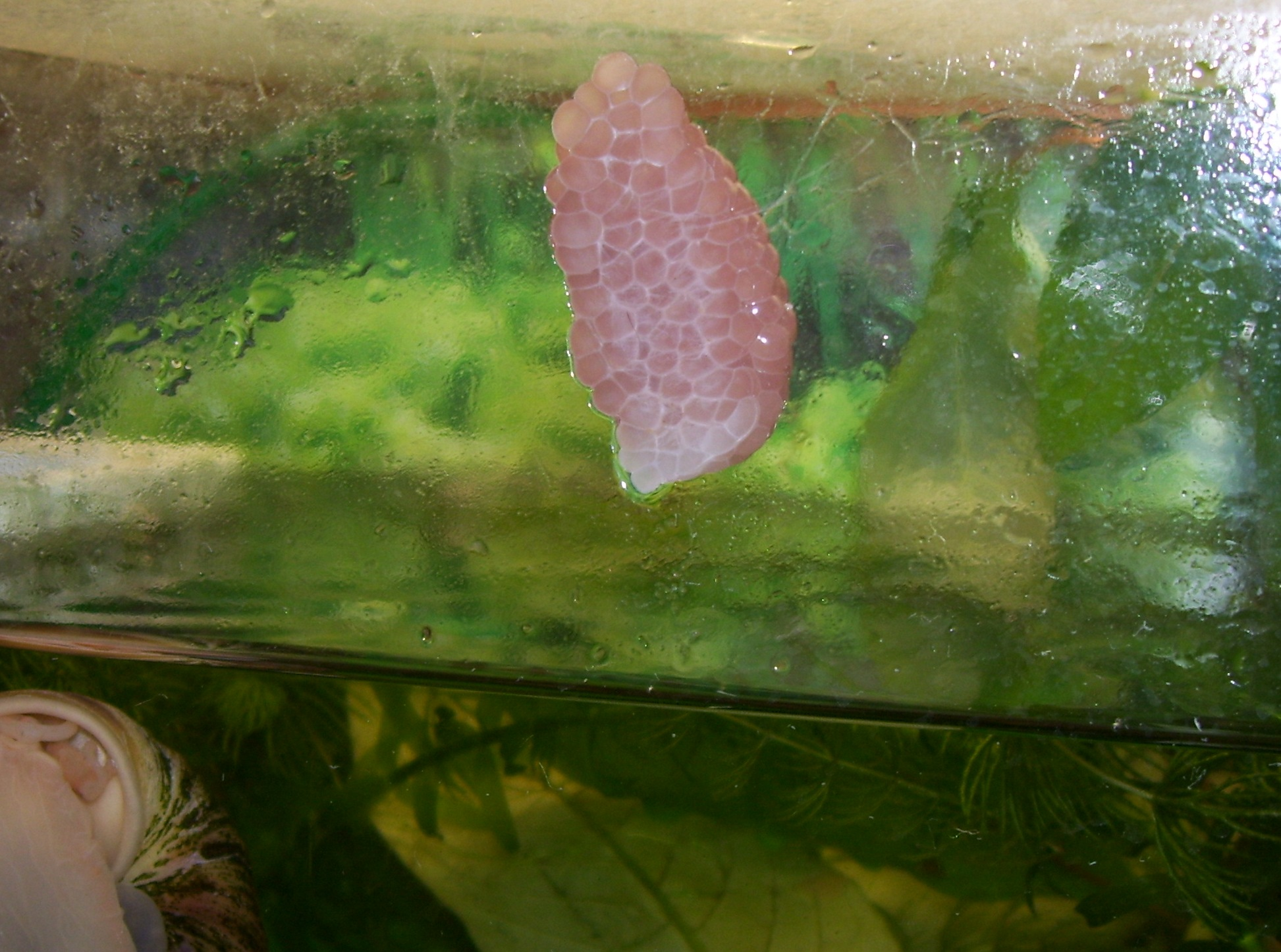